# Слободан Орловић
Слободан Орловић (Сарајево, 1972) редовни је професор Правног факултета Универзитета у Новом Саду

## Образовање
Школовао се у Бачком Грачацу и Оџацима, а студирао је на Правном факултету у Новом Саду. После дипломирања (1997) магистрирао је са тезом „Извршна власт у бившим југословенским републикама“ (2002). На истом факултету је докторирао са дисертацијом „Начело поделе власти у уставном развоју Србије“ (2008).

## Радна места
На Универзитету у Новом Саду изабран је у звање доцента и засновао радни однос на Правном факултету, ужа научна област „Јавноправна“ 2008. године. У звање ванредног професора изабран је 2013. године. У звање редовног професора изабран је 2018. године.
Правосудни испит је положио 2000. године. У правосуђу је радио у периоду од 1997. до 2002. године, у области финансија и високог образовања у периоду од 2002. до 2006. и од 2006. до 2008. године.

## Чланство у организацијама и телима
На Правном факултету Универзитета у Новом Саду вршио је функцију продекана за међународну сарадњу (2011 – 2015) као и продекана за науку (2015 -2018). Тренутно врши функцију продекана за финансије (2018 - ). 
На Универзитету у Новом Саду врши функцију председника Етичког одбора УНС (2017 – ), као и друге дужности (председник Комисије за спровођење избора за Студентски парламент УНС (2016 – ), члан Управног одбора установе Студентски центар у Новом Саду (2016 – ), члан Комисије за оцену научних и стручних радова студената УНС (2015 – ), члан Селекционе комисија Универзитетског програма професионалне праксе студената УНС (2016), члан Одбора за интегрисани истраживачки рад и међународну сарадњу Сената УНС (2016 – ), члан Програмског већа Центра за родне студије (2016 – ), члан Организационог одбора Фестивала науке (2016 – )).
Ангажован је на пословима за ширу друштвену заједницу. Члан је Одбора за питања уставно-правног положаја Покрајине, Скупштина АП Војводине (2013 – ), Испитног одбора за полагање правосудног испита на територији АП Војводине (2015 - ) као и Радне група за израду анализе измена уставног оквира Министарства правде Републике Србије (2014 - ). Био је председник Радне групе за израду Нацрта Статута АП Војводине 2014. године. Од 2014. године предавач је на Дипломатској академији Министарства спољних послова Републике Србије.
Члан је Српског удружења за уставно право као и Српског правничког клуба.

## Научни рад
Аутор је преко педесет научних и стручних радова из области уставног права.

## Изабрана библиографија

### Књиге
1. Орловић, Слободан (2018). УСТАВНО ПРАВО. Центар за издавачку делатност Правног факултета у Новом Саду.
2. Орловић, Слободан (2013). ВЛАДАВИНА УСТАВА ИЛИ УСТАВНОГ СУДСТВА. Центар за издавачку делатност Правног факултета у Новом Саду.
3. Орловић, Слободан (2008). НАЧЕЛО ПОДЕЛЕ ВЛАСТИ У УСТАВНОМ РАЗВОЈУ СРБИЈЕ. Издавачки центар Правног факултета Универзитета у Београду.

### Научни радови
1. Орловић, Слободан; Рајић, Наташа (2017). „ЗАСТОЈ У ПОСТУПКУ НОРМАТИВНЕ КОНТРОЛЕ – ПРИЛОГ РАСПРАВИ О ЗАШТИТИ ОБЈЕКТИВНЕ УСТАВНОСТИ” (PDF). Зборник радова Правног факултета у Новом Саду. LI br. 4: 1471—1484. Архивирано из оригинала (PDF) 29. 11. 2021. г. Приступљено 30. 10. 2018.
2. Орловић, Слободан (2016). „ШЕФ ДРЖАВЕ У СРБИЈИ – КРАЉ НАСПРАМ ПРЕДСЕДНИКА РЕПУБЛИКЕ” (PDF). Зборник радова Правног факултета у Новом Саду. L br. 4: 1197—1212. Архивирано из оригинала (PDF) 03. 12. 2021. г. Приступљено 30. 10. 2018.
3. Орловић, Слободан (2015). „УСТАВНОПРАВНИ ПОЛОЖАЈ ЛОКАЛНЕ САМОУПРАВЕ У СРБИЈИ” (PDF). Зборник радова Правног факултета у Новом Саду. XLIX br. 4: 1649—1667. Архивирано из оригинала (PDF) 29. 11. 2021. г. Приступљено 30. 10. 2018.
4. Орловић, Слободан (2015). „О ЗЕЛЕНИМ ПОЛИТИЧКИМ СТРАНКАМА” (PDF). Зборник радова Правног факултета у Новом Саду. XLIX br. 3: 1109—1125. Архивирано из оригинала (PDF) 27. 11. 2021. г. Приступљено 30. 10. 2018.
5. Орловић, Слободан (2014). „ПРАВО НА ЖИВОТ У УСТАВУ – ЕКОЛОШКИ УГАО” (PDF). Зборник радова Правног факултета у Новом Саду. XLVIII br. 4: 161—175. Архивирано из оригинала (PDF) 09. 12. 2021. г. Приступљено 30. 10. 2018.
6. Орловић, Слободан (2014). „НАЈВИШИ ПРАВНИ АКТИ У АУТОНОМИЈИ ВОЈВОДИНЕ” (PDF). Зборник радова Правног факултета у Новом Саду. XLVIII br. 2: 257—287. Архивирано из оригинала (PDF) 05. 12. 2021. г. Приступљено 30. 10. 2018.
7. Орловић, Слободан (2014). „КАКО ДО БОЉЕГ СРПСКОГ ИЗБОРНОГ СИСТЕМА” (PDF). Зборник радова Правног факултета у Новом Саду. XLVIII br. 3: 235—264. Архивирано из оригинала (PDF) 29. 11. 2021. г. Приступљено 30. 10. 2018.
8. Орловић, Слободан (2013). „ПРОМЕНA ПОЛОЖАЈА УСТАВНОГ СУДСТВА” (PDF). Зборник радова Правног факултета у Новом Саду. XLVII br. 4: 145—161. Архивирано из оригинала (PDF) 03. 12. 2021. г. Приступљено 30. 10. 2018.
9. Орловић, Слободан (2012). „УСТАВНИ ПОЛОЖАЈ ВЛАДЕ МАЂАРСКЕ И ВЛАДЕ СРБИЈЕ” (PDF). Зборник радова Правног факултета у Новом Саду. XLVI br. 3: 257—270. Архивирано из оригинала (PDF) 02. 12. 2021. г. Приступљено 30. 10. 2018.
10. Орловић, Слободан (2011). „НАРОДНА СКУПШТИНA СРБИЈЕ И ЕВРОПСКИ ПАРЛАМЕНТ – ЈЕДНО УСТАВНОПРАВНО ПОРЕЂЕЊЕ” (PDF). Зборник радова Правног факултета у Новом Саду. XLV br. br. 3 tom 2: 497—515. Архивирано из оригинала (PDF) 04. 12. 2021. г. Приступљено 30. 10. 2018.